# Nessuno sfuggirà
Nessuno sfuggirà (None Shall Escape) è un film del 1944 diretto da André De Toth.

## Trama
Il film è incentrato sul processo nel tribunale di Varsavia di un ufficiale del Reich, il criminale di guerra Wilhelm Grimm accusato di omicidio. Ogni testimone del processo: un sacerdote cattolico, il fratello dell'imputato, la sua ex moglie, e l'insegnante Paeierkowski fornisce una scena in flashback di una parte della vita di Grimm. 

## Produzione
Il film fu prodotto dalla Columbia Pictures Corporation. Il lungometraggio voleva rappresentare accuratamente il tribunale del distretto di Varsavia. La produzione iniziò il 31 agosto 1943 e terminò il 26 ottobre 1943. 

## Distribuzione
Distribuito dalla Columbia Pictures, il film uscì nelle sale cinematografiche USA il 3 febbraio 1944.

## Riconoscimenti
- 1945 - Premio Oscar
  - Candidatura per il miglior soggetto